# Флаг Барани
Флаг Барани (бел. Сцяг Барані) — официальный геральдический символ города Барани Оршанского района Витебской области Белоруссии.

## История
Флаг Барани был утверждён Указом Президента Республики Беларусь от 20 января 2006 года № 36 и зарегистрирован в Государственном геральдическом регистре Республики Беларусь 6 февраля 2006 года.

## Описание
Флаг города Барани представляет собой белое прямоугольное полотнище с соотношением сторон 1:2, в нижней части которого расположены две полосы: голубая, над ней жёлтая, составляющие соответственно 1/4 и 1/8 ширины полотнища, в центре верхней части находится изображение герба города Барани.

## Использование
Флаг города Барани является собственностью города Барани, правом распоряжения которой обладает Бараньский городской исполнительный комитет.
Флаг города Барани размещается на зданиях, в которых расположены органы местного управления и самоуправления города Барани, а также в помещениях заседаний этих органов и в служебных кабинетах их руководителей. Флаг города Барани может размещаться в тех местах города Барани, где в соответствии с белорусским законодательством предусматривается размещение Государственного флага Республики Беларусь.
Флаг города Барани может использоваться также во время государственных праздников и праздничных дней, торжественных мероприятий, проводимых государственными органами и иными организациями, народных, трудовых, семейных праздников и мероприятий, приуроченных к памятным датам.
Право на использование флага города Барани в иных случаях может быть предоставлено по решению Бараньского городского исполнительного комитета.